# Bodo Fischer (Handballspieler)
Bodo Fischer (* 11. Februar 1940; † 2009) war ein deutscher Handballspieler.

## Leben
Der aus Berlin stammende Fischer studierte an der Deutschen Hochschule für Körperkultur (DHfK) in Leipzig, gleichzeitig spielte der 1,88 Meter große Torhüter für die Handballer des SC DHfK Leipzig. 1966 errang er mit den Sachsen unter Trainer Hans-Gert Stein den Sieg im Europapokal der Landesmeister.
Sein Studium beendete er 1966 mit der Abschlussarbeit zum Thema „Über psychische Probleme eines Hallenhandballtorwartes“. Er kehrte nach Berlin zurück und spielte fortan für den SC Dynamo Berlin, mit dem er dreimal DDR-Meister wurde und 1970 das Endspiel im Europapokal der Landesmeister erreichte (Niederlage gegen den VfL Gummersbach). Mit den Leipzigern hatte er zuvor ebenfalls drei Meistertitel geholt. Für die DDR-Nationalmannschaft bestritt er 19 Länderspiele. 1972 beendete er seine Handballlaufbahn. Fischer war als Berufsschullehrer tätig.